# شريان درقي أسفل
الشريان الدرقي الأسفل هو شريان في الرأس والعنق، وهو متنوِّع تشريحيَّاً، فعندما يكون حاضراً، قد يرويّ الغدة الدرقية بشكل أساسي، أو الرغامى والغدة جارة الدرقية وغدة التوتة (باسم التوتي اللاحق (اللاتينيّة: thymica accessoria)) في حالات نادرة. و قد أُبلِغ عن كونه شريان مُعاوِض في حالة غياب أحد أو كلا الشريانين الدرقيَّين السفليين و في حالات قليلة يكون المصدر الوحيد لتروية الغدة الدرقيّة. يتنوّع الشريان الدرقي الأسفل في منشأه وحجمه و ترويته الدمويّة ومنتهاه، ويوجد عند 3-10 % من الحالات. قد يؤديّ وجوده إلى تعقيدات جراحية نظراً لندرته وتنوُّعاته.

## البنية

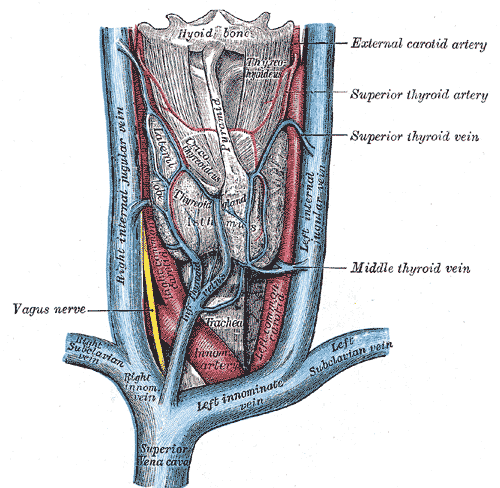
أوردة الغدة الدرقية (الشريان الدرقي الأسفل غير موجود، و لكن منطقة المنشأ و المسار واضحة)

الشريان الدرقي الأسفل شريانٌ جنينيّ ويبقى عند الوليد بسبب فشل انغلاقه، وبهذا يبقى سالكاً ومفتوحاً.

للشريان الدرقيّ الأسفل منشأ قابل للتنوُّع، حيث أنه يبنثق غالباً من الجذع العضدي الرأسي، و لكن قد ينشأ من قوس الأبهر، أو الشريان السباتي المشترك، أو الشريان تحت الترقوة، أو الشريان التاموري الحجابي، أو الجذع الدرقي الرقبي، أو الشريان الكتفي المعترض، أو من الشريان الصدري الباطن. و يصعد أمام الرغامى في المنصف العلوي إلى الجزء السفلي من الغدة الدرقيّة. يختلف الشريان في حجمه، ويتراوح من الصغير كالشرايين الدرقية الإضافية إلى حجم الأوعية الدرقية الرئيسية. كما ويتراوح قطر لمعة الشريان الدرقي الأسفل بين 3 إلى 5 ميلليمتر (0.12-0.20 إنش) 3–5 مليمتر (0.12–0.20 بوصة). قد يوجد الشريان كشريان درقي إضافي ولكن في بعض الأحيان يظهر ليعاوض غياب أو عدم كفاية وعاء درقي رئيسي واحد أو أكثر. يترافق وجود الشريان غالباً مع شرايين درقية سفلية غائبة أو ناقصة الحجم، وذلك لأنه ينشأ أسفل الغدة الدرقية ويسير إلى الأعلى. و في مثل هذه الحالات يُعرف بالشريان الدرقي السفلي الإضافي. و في حالات نادرة، يُرى الشريان معاوضَاً لأحد أو كلا الشريانين الدرقيين العلويين.

في بعض الحالات يكون الشريان قصيراً، فعندها ينتهي الشريان بتروية غدة التوتة ويُعرف حينها بـالشريان التوتي الإضافي.

## الوظيفة
عندما يكون الشريان موجوداً، يروي الغدة الدرقية بشكل رئيسي، على الرغم من أنه يروِّي الرغامى أيضاً. قد يمتد الشريان ويروِّيّ الغدد الدُريقيّة. و بما أنه وجوده أقل من عدمه، فقد أُبلغ بشكل متكرر عن كونه يوجد في حالة غدد دُريقية نامية (ورم الغدد الدريقيّة). ينتهي الشريان بتروية الغدة الدرقية، أو الغدد الدُريقية كوحدة واحدة أو كفروع متعددة. و في حالات نادرة يكون الشريان الدرقي الأسفل المصدر الوحيد لتروية الغدد الدريقية.

## الأهمية السريرية
يتواجد الشريان في حوالي 3 إلى 10 بالمئة من سكان العالم. و تظهر أهمية الشريان جراحياً في أنه قد يسبِّب تعقيدات جراحية كالنزف الشديد في جراحات الصدر والرغامى و الغدة الدرقية والغدد الدريقية، وذلك لكونه صغير الحجم ويظهر بشكل غير متكرر. معرفة وجود الشريان عند الشخص مهمّة خاصَّة خلال ثقب القصبة الهوائية واستئصال الغدة الدرقية. و بما أن الشريان أصغر من الأوعية الدرقية الأخرى، وله منشأ من أحد الأوعية الأكبر، لذا فإن قطعه المفاجئ أثناء إجراء الجراحة قد يؤدي إلى تعقيدات كالنزف الشديد وفقدان الدم الواضح. و إذا ما قُطِعَ الشريان يمكن أن يرتد إلى داخل المنصف وأن يعقِّد الموقف عبر التسبُّ بنزف وخثرات في الجوف الصدري.

## التاريخ
تم التعرُّف على الشريان الدرقي الأسفل للمرة الأولى من قِبَل عالم التشريح الألماني جوان إي. نيوبايور عام 1772، حيث سُمِيَّ آنذاك شريان نيوبايور الدرقي. و بما أن الشريان ينشأ أسفل من منشأ الشرايين الدرقية السفلية، لذا فقد دُعِيَ بالشريان الدرقي الأسفل.

أما اسم الشريان في اللاتينية فهو Arteria thyroidea ima.

## حيوانات أخرى
لوحظ وجود الشريان الدرقي الأسفل في الحيوانات المُقَدَّمات العليا higher primates أي في السعالي. فقد أُبلغ عن وجود الشريان في الغوريلا والجيبون وقردة المكاك واللناغير الرماديّة. و قد تم الكشف عن تنوُّعات في المنشأ، حيث وجد ناشئاً من الشريان الأبهر في الصدر، أو الشريان السباتي في العنق.